# Euplocamus demodes
Euplocamus demodes är en fjärilsart som beskrevs av Edward Meyrick 1924. Euplocamus demodes ingår i släktet Euplocamus och familjen äkta malar. Inga underarter finns listade i Catalogue of Life.